# Дебелица
Дебелица је насеље у Србији у општини Књажевац у Зајечарском округу. Према попису из 2022. било је 196 становника (према попису из 1991. било је 551 становника).

## Демографија
У насељу Дебелица живи 195 пунолетних становника, а просечна старост становништва износи 62,0 година (59,7 код мушкараца и 64,4 код жена). У насељу има 95 домаћинстава, а просечан број чланова по домаћинству је 2,06.
Ово насеље је у потпуности насељено Србима (према попису из 2002. године), а у последња три пописа, примећен је пад у броју становника.
|  |

| Демографија | Демографија | Демографија |
| Година      | Становника  | Становника  |
| ----------- | ----------- | ----------- |
| 1948.       | 1.018       |             |
| 1953.       | 1.007       |             |
| 1961.       | 989         |             |
| 1971.       | 866         |             |
| 1981.       | 687         |             |
| 1991.       | 551         | 542         |
| 2002.       | 423         | 428         |
| 2011.       | 359         |             |
| 2022.       | 196         |             |

| Етнички састав према попису из 2002.‍ | Етнички састав према попису из 2002.‍ | Етнички састав према попису из 2002.‍ | Етнички састав према попису из 2002.‍ | Етнички састав према попису из 2002.‍ |
| ------------------------------------ | ------------------------------------ | ------------------------------------ | ------------------------------------ | ------------------------------------ |
|                                      |                                      |                                      |                                      |                                      |
| Срби                                 | Срби                                 |                                      | 423                                  | 100,0%                               |
| непознато                            | непознато                            |                                      | 0                                    | 0,0%                                 |

| Година пописа     | 1948. | 1953. | 1961. | 1971. | 1981. | 1991. | 2002. |
| ----------------- | ----- | ----- | ----- | ----- | ----- | ----- | ----- |
| Број домаћинстава | 242   | 236   | 235   | 219   | 202   | 176   | 155   |

| Број чланова      | 1  | 2  | 3  | 4  | 5  | 6 | 7 | 8 | 9 | 10 и више | Просек |
| ----------------- | -- | -- | -- | -- | -- | - | - | - | - | --------- | ------ |
| Број домаћинстава | 38 | 52 | 22 | 16 | 15 | 8 | 4 | 0 | 0 | 0         | 2,73   |

| Пол    | Укупно | Неожењен/Неудата | Ожењен/Удата | Удовац/Удовица | Разведен/Разведена | Непознато |
| ------ | ------ | ---------------- | ------------ | -------------- | ------------------ | --------- |
| Мушки  | 191    | 33               | 127          | 22             | 9                  | 0         |
| Женски | 210    | 15               | 126          | 62             | 6                  | 1         |
| УКУПНО | 401    | 48               | 253          | 84             | 15                 | 1         |

| Пол    | Укупно                    | Пољопривреда, лов и шумарство | Рибарство                            | Вађење руде и камена | Прерађивачка индустрија       |
| ------ | ------------------------- | ----------------------------- | ------------------------------------ | -------------------- | ----------------------------- |
| Мушки  | 99                        | 55                            | 0                                    | 0                    | 18                            |
| Женски | 104                       | 80                            | 0                                    | 0                    | 15                            |
| УКУПНО | 203                       | 135                           | 0                                    | 0                    | 33                            |
| Пол    | Производња и снабдевање   | Грађевинарство                | Трговина                             | Хотели и ресторани   | Саобраћај, складиштење и везе |
| Мушки  | 2                         | 3                             | 9                                    | 0                    | 2                             |
| Женски | 0                         | 0                             | 5                                    | 1                    | 0                             |
| УКУПНО | 2                         | 3                             | 14                                   | 1                    | 2                             |
| Пол    | Финансијско посредовање   | Некретнине                    | Државна управа и одбрана             | Образовање           | Здравствени и социјални рад   |
| Мушки  | 0                         | 0                             | 3                                    | 1                    | 0                             |
| Женски | 0                         | 0                             | 1                                    | 0                    | 0                             |
| УКУПНО | 0                         | 0                             | 4                                    | 1                    | 0                             |
| Пол    | Остале услужне активности | Приватна домаћинства          | Екстериторијалне организације и тела | Непознато            | Непознато                     |
| Мушки  | 2                         | 0                             | 0                                    | 4                    | 4                             |
| Женски | 0                         | 0                             | 0                                    | 2                    | 2                             |
| УКУПНО | 2                         | 0                             | 0                                    | 6                    | 6                             |

## Галерија
- Млин
- Центар села
- Црква Свете Петке